# На пороге ночи
«На пороге ночи» (The Edge of Night, сокращенно Edge или EON) — американская мыльная опера снимавшаяся более 25 лет и выпустившая за это время почти семь с половиной тысяч серий.
Из них в России была показана только 251 серия (1980—1981 гг.) с 28 сентября 1993 по 3 июня 1994 года на канале «Петербург — 5-й канал».

## Обзор
Действие сериала происходит в вымышленном городе Монтичелло.
В отличие от других мыльных опер, в «На пороге ночи» на протяжении всех лет сюжет был гораздо больше сконцентрирован на расследованиях преступлений, чем на любовных и иных приключениях (что частично объясняется тем, что первоначально сериал задумывался как сериал о Перри Мейсоне при участии его автора Эрла Стенли Гарднера. Тот вскоре отказался от этой идеи из-за желания CBS ввести любовную линию с Перри Мейсоном. Сериал о Перри Мейсоне вышел в следующем году. В 1980 сериал даже получил награду Эдгара По от писателей-детективщиков США. Он так же и завершился очередной тайной в канун Нового 1985 года.